# Bucht von Hena
Die Bucht von Hena liegt an der Timorsee, im Süden der Insel Roti, die zu den Kleinen Sundainseln gehört. Nord- und Westufer gehören zum Distrikt Lobalain, das Ostufer zum Distrikt Rote Selatan.